# NoK Boards

NoK Boards est une marque française de skateboard et longboards. Elle est fondée en 2017 et installée à Fontaine dans l'Isère, près de Grenoble. Elle pratique le surcyclage de snowboards dans une optique de réemploi.

## Présentation
La particularité de NoK Boards est de tailler des planches de snowboard déclassées, invendues ou hors d'usage en skateboards, pour les transformer en skateboards, dans une démarche écologique d'écoconception. Après transformation, chaque skate devient unique ou en série très limitée. Les chutes du recyclage sont utilisées pour créer des horloges, miroirs, porte-clés, sous-bocks ou de la décoration,. Si tout est fabriqué localement, les trucks et les roues restent de provenance asiatique. 
Le nom de la marque est issu de l'expression « NoK », contraction de « Not OK », terme utilisé lorsque des produits sont déclassés pour un défaut,.

## Historique
La marque est créée en décembre 2017 puis lancée l'année suivante par Vincent Gelin et Adrien Réguis (anciennement à la « Recherche et Développement Snowboards » chez Rossignol,), via une campagne de financement participative. C'est d'ailleurs Rossignol qui fournit les snowboards à recycler. Par la suite, elle noue des partenariats avec plusieurs fabricants de snowboards ainsi qu'avec des associations de défense de l’environnement. La spécificité de ces nouvelles planches est l'apport de sensations différentes, de par leur origine : les snowboards étant d'un structure plus dynamique.
Début 2022, ce sont plus d'un milliers de snowboards qui ont été recyclés pour produire chaque exemplaire des deux premiers modèles alors commercialisés, avec un objectif au moins du double.